# La Bête du Vaccarès
Vous pouvez aider à l'améliorer ou bien discuter des problèmes sur sa page de discussion.
- Il ne cite pas suffisamment ses sources. Vous pouvez indiquer les passages à sourcer avec {{référence nécessaire}} ou {{Référence souhaitée}}, et inclure les références utiles en les liant aux notes de bas de page. (Marqué depuis février 2025)
- Certaines de ses couleurs nuisent à son accessibilité et ne respectent pas la charte graphique. Les couleurs ne sont pas interdites, mais il est conseillé d'en faire un usage modéré qui respecte les normes d'accessibilité. (Marqué depuis février 2025)
- Il n’est pas rédigé dans un style encyclopédique. (Marqué depuis février 2025)

- Archive Wikiwix
- Bing
- Cairn
- DuckDuckGo
- E. Universalis
- Gallica
- Google
- G. Books
- G. News
- G. Scholar
- Persée
- Qwant
- (zh) Baidu
- (ru) Yandex
- (wd) trouver des œuvres sur Wikidata

La Bête du Vaccarès (La Bèstio dóu Vacarés selon la norme mistralienne - graphie originelle de l'œuvre - La Bèstia dau Vacarés selon la norme classique), est un roman écrit en langue d'oc par l'écrivain provençal, aristocrate camarguais, proche du marquis Folco de Baroncelli-Javon, Félibre et gardian Joseph d'Arbaud (1874-1950). 
Il est à noter que la préface de la première édition était signée par Charles Maurras, dont l'attachement à la langue provençale précède l'engagement au sein de l'extrême-droite monarchiste. Par la suite c'est Louis Bayle qui sera auteur d'une nouvelle préface.

## Fil narratif

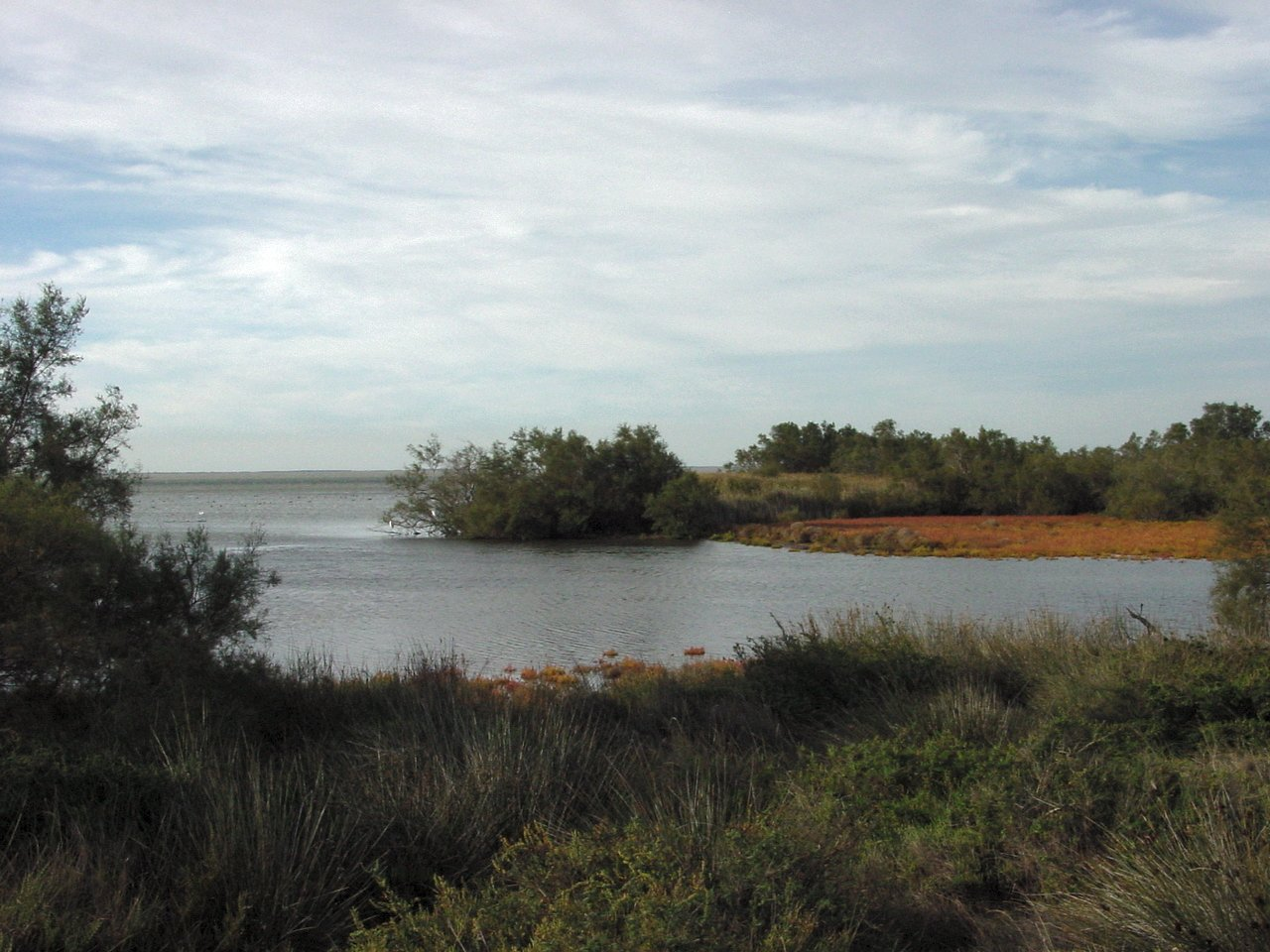
Étang du Vaccarès où se déroule l'action

### Avertissement
L'auteur s'inclut dans la narration :
 [...] vers 1904, aviéu pèr baile-gardian, en tèsto de ma manado, sus lou terraire de Caban, eilalin long dóu Grand-Rose, Pèire Antòni Recoulin, di lou Long-Tòni.
(« vers 1904, j'avais pour « baile », c'est-à-dire pour chef des hommes de ma « manade » sur le territoire de Caban, au bord de Grand-Rhône, Pierre Antoine Recoulin, dit le Long-Tòni. »).
Assena, mai sènso estrucioun, coume proun gardian de soun epoco (qu'au temps que parle, lou Lòng-Tòni s'encapavo deja proun dins l'age) éu se ressentié davans li libre uno cregnènço, aurias di, e un respèt [...] 

(« Intelligent et illettré comme la plupart des gardians de son époque (car au moment dont je parle, le Long-Tòni était fort âgé déjà), il éprouvait devant les livres un sentiment de défiance et de respect [...] »). 

Il est néanmoins détenteur par sa famille d'un vieux manuscrit qu'il fait transmettre à l'auteur à sa mort :

N'ai un, iéu, de libre, en Arle, que vous farié, belèu, tira de plan [...] Me vèn dóu rèire-ouncle de ma maire, lou Galastre, qu'èro, antan, un gardian de la grand-saco. Aquèu libre d'aquí, ma femo lou saup, l'ai jamai vougu vèndre en res : uno idèio ! Sara pèr vous. [...] Es en 1912, se saup, que lou Long-Tòni es mort. Sa véuse a vougu coumpli sa proumesso.

("J'ai un livre, moi, en Arles, qui vous ferait peut-être chiffrer. [...] Il me vient du grand-oncle de ma mère, le Galastre, qui était, autrefois, un fameux gardian. Ce livre, ma femme est témoin, je n'ai jamais voulu le vendre à personne : une idée ! Il sera pour vous. [...] C'est en 1912, comme on sait, que le Long-Tòni est mort. Sa femme a tenu à executer sa promesse.")
L'auteur prétend avoir simplement "adouba" ("adapter") ce manuscrit "[...] per rendre clar un mesclun espetaclous de franchimand, de prouvençau e de pauro latinaio. (" [...] pour rendre intelligible le plus incroyable mélange de français, de provençal et de pauvre latin de sacristie.")

### La narration de Jacques Roubaud

#### Présentation du narrateur

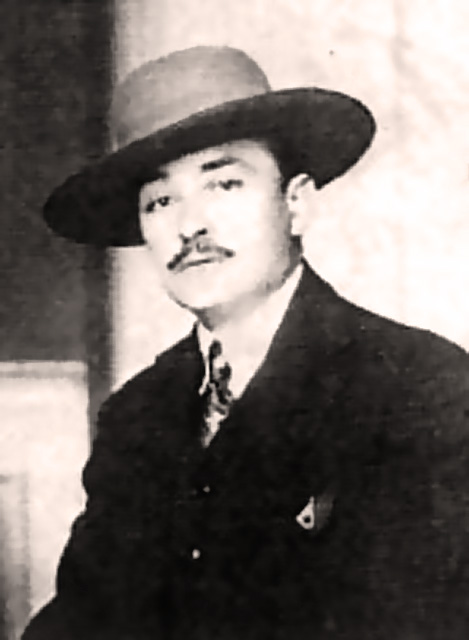
Joseph d'Arbaud

Le narrateur et protagoniste de ce manuscrit de "La Bête du Vaccarès" est un gardian du XIVe siècle nommé Jacques Roubaud (Jaumes Roubaud dans le texte) :
Au Noum dóu Paire e dòu Fiéu e dóu Sant Esperit. Au Noum de Nosto-Damo-de-la-Mar e de nòsti Santo. Vuei, lou vounge dòu mes d'Abriéu e Sant Dimenche de Pasco, en l'an 1417, iéu, Jaume Roubaud, pèr moun faus-noum lou Grela, baile-gardian de la manado de biòu sóuvage batènt li rode di Malagroi, lis Emperiau e lou Riege, ai coumença d'escrieure aquest cartabèu.

("Au nom de Père et du Saint-Esprit, au nom de Notre-Dame-de-la-Mer et de nos saintes Maries. Aujourd'hui, onzième du mois d'avril et saint dimanche de Pâques, en l'année 1417, moi Jacques Roubaud, de mon surnom "Le Grêlé", baile-gardian de la manade de taureaux sauvages battant les lieux dits Malagroy, les Impériaux et le Riège, ai commencé à écrire ce cahier.").
Les premiers paragraphes installent le cadre narratif d'un conte fantastique :
Ço qu'ai vist, à l'ouro d'aro, emai ausi, estènt pèr iéu l'encauso de reboulimen emai de pensament fèbre-coutùnio e me vesènt que trop dins l'impoussible d'esclargi pèr biais naturaus tàlis endevenènço, vole marca moun escri pèr un sagèu d'entre-signe indubitable, segur en estènt que, pièi, un jour, quaucun de mai capable saupra faire proufié d'escasènço tant espantouso.

("Ce que j'ai vu, à ce jour, et entendu, étant pour moi une cause de grand tourment et de continuelle méditation, et voyant trop l'impossibilité de trouver moi-même à ces faits une explication naturelle, je veux donner à ces pages un caractère indubitable, certain qu'un jour de plus savants sauront faire leur profit d'événements aussi curieux.")
Jacques Roubaud est fils d'un gardian dont le frère a su gravir les échelons de la hiérarchie ecclésiastique jusqu'à devenir canouge au Venerable Capite de la Majour d'Arle ("chanoine au Vénérable chapitre de la Major d'Arles."). Cet oncle lui permit d'acquérir une culture bien au-dessus de la moyenne :
[...] moun oucle, de cor, tau coume un paire, s'èro afeciouna pèr iéu. Jouveinet, lou pode dire, m'avié fa venir em' éu, m'avié abari à soun entour en m'aleiçounant éu-meme dins lis Escrituro e li libre vièi, tant latin coume gregau ; [...]
("[...] mon oncle, m'avait pris en profonde et paternelle affection. Je puis dire que, de bonne heure, appelé près de lui, j'ai été élevé par ses propres soins, instruit dans les Écritures, les lettres latines et grecques ; [...]")
La mort de cet oncle (La pouisoun de fèbre qu'arrouinavo lou païs, empourtè moun benfatour [...] ; "la pestilence de fièvre qui ravageait le pays emporta mon bienfaiteur [...]") oblige par la suite Jacques Roubaud à retourner à la vie de gardian (Fuguère fourça, fauto d'aparaire, de tourna à la manado; "Je dus, faute de protecteur, revenir à la manade"). Sans que l'on sache exactement de quoi il retourne de ce mystère, le narrateur précise que De mascarié, mai de demounige, n'i a ges dins tal afaire [....] ("Il n'y a ni sorcellerie ni diablerie en pareille affaire [...]).

#### La rencontre
Le récit à proprement parler s'ouvre sur une description du cadre écologie du Riège : 

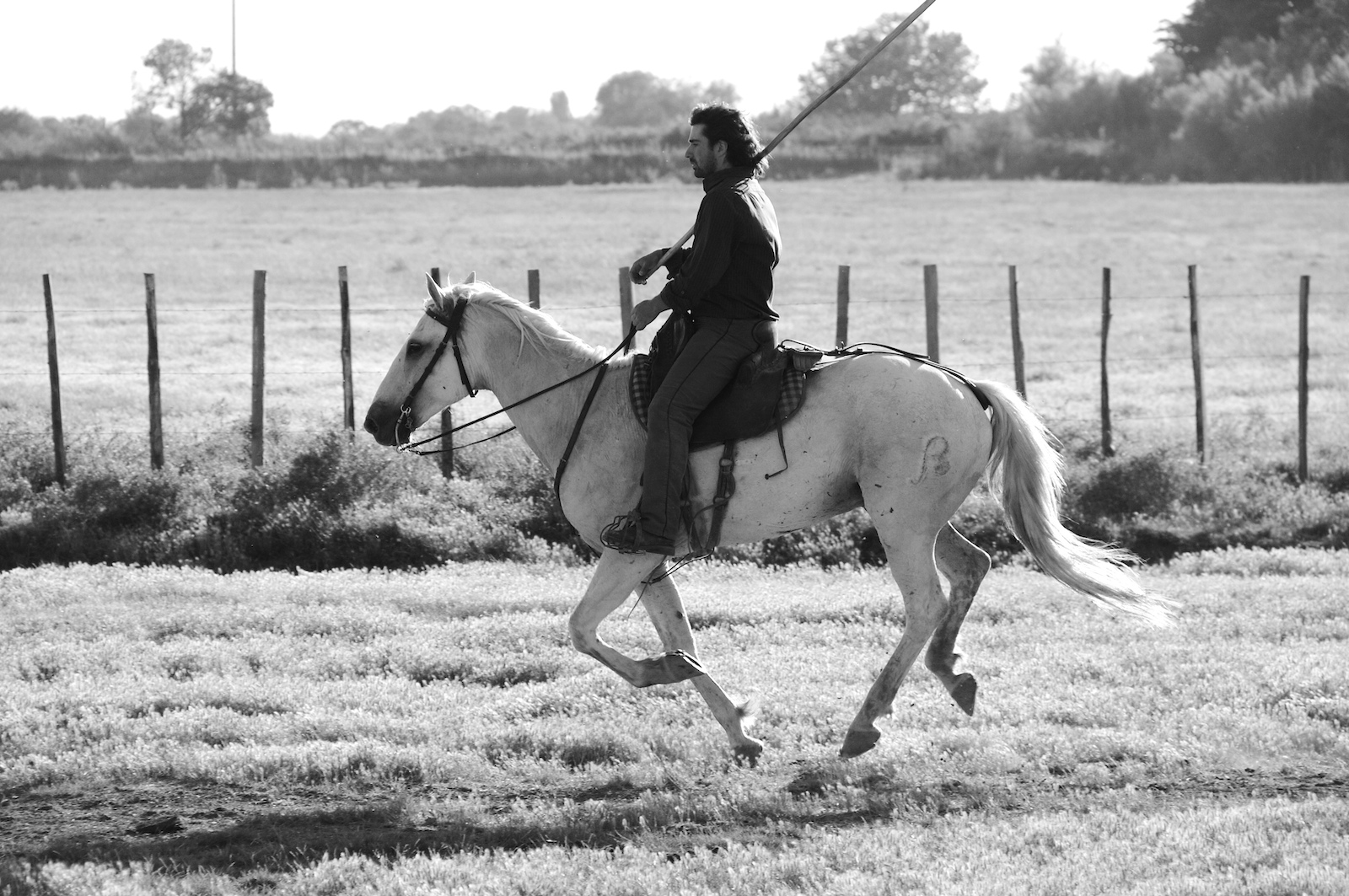
Un gardian

Mai tant se pòu qu'aquel incouneigu qu'aura, quauque jour, de me legir, n'ague, de ges de biais, couneissènço, o tambèn, - emai me sèmble gaire de crèire - que lou païs, d'aro-en-la, s'encape bourroula de-founs pèr la man dis ome o l'obro de la naturo ; es donc convenènt que, pèr precaucioun, boute eici, au regard d'eiçò, quàuquis ente-signe. 

(« Mais il est fort possible que l'inconnu qui doit me lire un jour, l'ignore ou - ce qui me paraît cependant bien peu probable - que le pays vienne à être modifié par la main des hommes ou l'œuvre de la nature ; il est donc bon que je consigne à ce sujet, par prudence, quelques brèves indications. »)

Le cheval de Jacques Roubaud - Clair-de-Lune - est le premier à distinguer une présence étrange : 

[Clar-de-Luno] boulegavo sis auriho e aloungavo lou pas en narrejant, qu'acò es lou biais de nòsti camargue pèr nous dire que se recounèisson e que se sènton gai de se vèire au bon camin, quouro, tout-d'uno, me devinère entre-auboura dins la sello pèr un cop d'escart e, en reprenènt lou chivau, veguère tabousca e s'avali dins li mato un quicom de viéu, qu'à la sournuro, lou destrière pas bèn. Quaque bracounié, sai-que, me pensère [...].
(« [Clair-de-Lune] jouait des oreilles en forçant le pas et faisait entendre ces brefs soufflements par quoi nos camargais nous avisent qu'il se reconnaissent et sont contents de retrouver leur chemin, lorsque, tout à coup, je me sentis enlevé en selle d'un brusque écart et, mon cheval ramené, je vis détaler et disparaître ente les touffes un être que, dans l'obscurité, je ne distingai pas très bien. Peut-être quelque braconnier, pensais-je [...] »). 
Les jours suivant, le protagoniste nous précise que [...] encapère de pesado, de clavo, coume disèn, nautre, dins noste parla gardian [...] (« [...] je relevai des empreintes, des claves, comme nous disons en nos termes de gardians [...] ») et son regard aiguisé constate que [...] acò n'èro pas lou pèd d'uno bèstio de bouvino. (« [...]ce n'était point là le pied d'une bête de bouvine. » Il en perd la trace puis la retrouve le lendemain, pensant qu'il s'agit d'aquéli feróugi porc-senglié (« un de ces sauvages porcs-sangliers ») ; il y retourne donc Mai en partènt, m'ère precauciouna de moun ferre [...] (« Mais en partant, j'avais pris soin de me munir de mon ficheron [...] »). Les jours suivant sont marqués par divers échecs dans cette chasse obsédante, jusqu'à ce que finalement il trouve la bête :

Dins l'entre-mesclun dóu rousèu, destriave emé proun peno un ràbi que bourrejavo, emé soun péu secarous, rufe e rouginas, dous pèd, que si bato fourcuda, eisa, li poudiéu counèisse ; mai ço que lou mai m'estraviavo, èro d'entre-vèire un espèci de pedas de sarpeiero empega sus lis esquino e li ren. Amoulounado, sèns branda sus si jarret, la Bèstio me fasié vèire ni soun davans ni sa tèsto. [...] sentiguère moun péu s'auboura dins moun capeiroun, uno susor de gèu regoulè dins moun esquino [...] Car la tèsto, en se revirant, fasié vèire un carage d'ome.[...] Mai eiçò, pamens, n'èro pas gaire. Sentiguère, tout à-n-un còp, un boufe d'abouminacion alena sus moun carage [...] car veniéu de recounèisse, quihado de chasque cousta dóu frontas, douminant la caro terrouso, dos bano, o dos bano, uno de coupado, mesquino, sus soun mitan e l'autro revirado dins un revòu [...]
(« Entre les roseaux emmêlés, difficilement je dinstingais un arrière-train couvert de poil borru, grisâtre et fauve, deux pieds à la corne fendue que, bien aisément, j'identifiais ; mais ce qui me surprenait au-dessus de toute expression, c'était d'apercevoir une espèce de sayon, d'étoffe grossière, plaqué contre l'échine et les reins. Accroupie, immobile sur ses jarrets, la bête ne laissait voir ni son avant-train ni sa tête. [...] je sentis mes cheveux se dresser sous mon chaperon, une sueur de glace ruisseler dans mon échine [...] Car la tête qui se tournait vers moi avait une face humaine. [...] Mais cela était encore peu de chose. Je sentis tout à coup comme un souffle d'abomination haleiner sur ma figure [...] car je venais d'apercevoir, plantées de chaque côté du large front, dominant la face terreuse, deux cornes, oui, deux cornes, l'une rompue misérablement en son milieu, et l'autre enroulée à demi dans une volute [...] »)
Jacques Roubaud horrifié prononce des paroles d'incantation mais la bête coupe court à cet effroi en prenant la parole : 
Ome, vai, te trevires pas. Siéu pas lou demòni qu'aborrisses. Siés crestian. Mai iéu non siéu pas un demòni. [...] Noun siéu pas un demòni e pasmens, ome, te porte esfrai e tu me fas sus lou front e sus li bano l'escounjuracioun di crestian. Alor, de-que me coursejes, de-que m'acasses, mounta sus toun cavalot e brandussant ta ligousso di tres pouncho ? Digo, de-que me coursejes e iéu, de-qu'es que t'ai fa ? [...] Aquest terraire isto lou darrié que i'ague trouva un pau de pas e aquelo vastour sacrado ounte me coungoustave, antan, d'estrena moun vanc nouvelàri
Il s'agit en fait d'une bête qui est représentée sous les traits du demi-dieu cornu et incarne les anciennes croyances païennes moribondes face à la pression croissante du christianisme. La bête du Vaccarès est ainsi une créature imaginaire, semblable au dieu grec Pan, un petit homme au bassin, aux jambes et aux cornes de bouc.

## Interprétation et étude
Selon Robert Lafont, pour d'Arbaud: "Son grand livre est La Bèsti dou Vacarès (sic). [...] On y voit tout ce qu'il y a de littéraire dans cette œuvre mythologique : sentiment païen issu de l'Ecole romane, du méditerranéisme ; mythe mistralien du dieu-taureau ; vocation félibréenne de la Camargue, terre réserve ; idéologie félibréenne de la Cause vaincue.".
La bête que dépeint d'Arbaud est, au dire de Bernard Picon très représentative de la transition sociale qui s'opère en Camargue à l'orée du XXe siècle : d'un côté la Camargue que l'on veut moderniser à tout prix au moyen de digues et autres nivellements, comme la dénonce alors avec véhémence Folco de Baroncelli-Javon, et de l'autre les tenants d'une Camargue ancienne, sauvage et préservée, dépeinte par les félibres. Pour Picon, le texte de d'Arbaud s'inscrit dans ce regret de voir disparaître la Camargue traditionnelle : « L'humble gardian qui vit dans sa cabane de roseaux voit avec tristesse s'engloutir dans un marais la « bête du Vaccarès », symbole de la Camargue traditionnelle. »

## Adaptation musicale
- Le groupe Ventadis — musiciens traditionnels de Camargue — s'est penché sur l'adaptation de l'œuvre de Joseph d'Arbaud à travers une pièce intitulée La Bèstio dóu Vaccarés, adaptée par Karin Chiron et Henri Maquet (textes des chants de Gaël Hemery, musiques et arrangements de Henri Maquet et Gaël Hemery). Sept artistes interprètent leur idée de l'histoire, six instrumentistes et une conteuse.
- Conçu à l'origine comme ballet, le Concerto pour flûte (flûte, percussion et cordes - 1962, rev. 1966) de Božidar Kantušer fut inspiré par La Bête du Vaccarès. Audio du deuxième mouvement (Danse).

## Éditions
- La bête du Vaccarès / La bèstio dou Vacarès. Paris : Grasset, 1926.
- Poslední satyr. Brno : Edice Atlantis, Jan V. Pojer, 1939. (en tchèque)
- La bête du Vaccarès / La bèstio dou Vacarès. Paris : Grasset, 1969.
- Чудище из Ваккареса (пер. Н. Кончаловской) // Иностранная литература. — 1976. — № 6.
- La bête du Vaccarès / La bèstio dou Vacarès. Verviers : Marabout, 1978.
- Vacarési peletis. Tallinn : Perioodika, 2000. (en estonien)
- The beast and other tales. Jóusè d'Arbaud, Translated from the provençal by Joyce Zonana. Evanston : Northwestern University Press, 2020. (en anglais)